# Nego Resolve
Nego Resolve é o álbum de estreia do cantor brasileiro de funk Nego do Borel lançado no dia 6 de novembro de 2015 na plataforma digital iTunes, Google Play e nos serviços de fluxo de mídia Spotify, Apple Music e Tidal, pela gravadora Sony Music.

## Conceito
O disco ao todo tem 14 faixas, sendo 8 composta pelo cantor , as 3 ultimas faixas são remixes dos singles Janela aberta, Não me deixe sozinho e Nego resolve. O álbum foi produzido por Umberto Tavares e Mãozinha, referências do funk pop atual e que já trabalharam com nomes como Anitta e Ludmilla.
O disco mostra uma nova faceta do músico, que agora aposta no funk pop. O primeiro single é "Nego Resolve". Outras músicas inéditas como “Aperta o play”, “No flagra” e “O negócio é saber” também fazem parte do repertório, assim como regravações de grandes sucessos do cantor, como “Cheguei no pistão” e “Os caras do momento/ Brincadeira das maravilhas”.

## Faixas
| N.º            | Título                                             | Compositor(es)                                      | Duração |  |
| 1.             | "Não Me Deixe Sozinho"                             | Umberto Tavares / Jefferson Junior / Matheus Santos | 2:31    |  |
| 2.             | "Janela aberta"                                    | Umberto Tavares, Nego do Borel e Jefferson Junior   | 2:37    |  |
| 3.             | "Minha sina com Lucas Lucco"                       | Umberto Tavares, Nego do Borel e Jefferson Junior   | 2:20    |  |
| 4.             | "Nego resolve"                                     | Umberto Tavares, Jefferson Junior e Nego do Borel   | 2:52    |  |
| 5.             | "Os caras do momento"                              | Nego do Borel                                       | 3:13    |  |
| 6.             | "O negócio é saber"                                | Nego do Borel e Anderson Brito                      | 3:25    |  |
| 7.             | "Cheguei no pistão"                                | Diego Zakarias da Silva                             | 2:24    |  |
| 8.             | "Senta e rebola"                                   | Nego do Borel                                       | 3:06    |  |
| 9.             | "Pretinha, vou te confessar"                       | Nego do Borel e Igor Califfa                        | 3:11    |  |
| 10.            | "No flagra"                                        | Umberto Tavares, Romeu R3 e Jefferson Junior        | 2:47    |  |
| 11.            | "Aperta o play"                                    | Nego do Borel                                       | 3:14    |  |
| 12.            | "Janela aberta (versão estendida para DJs)"        | Umberto Tavares, Nego do Borel e Jefferson Junior   | 3:06    |  |
| 13.            | "Não me deixe sozinho (versão estendida para DJs)" | Umberto Tavares e Jefferson Junior                  | 3:17    |  |
| 14.            | "Nego resolve (versão estendida para DJs)"         | Umberto Tavares, Jefferson Junior e Nego do Borel   | 3:41    |  |
| Duração total: | Duração total:                                     | Duração total:                                      | 42ː94   |  |

## Participações em Trilhas Sonoras
- "Não Me Deixe Sozinho" fez parte da trilha sonora da série de televisão brasileira Malhação: Seu Lugar no Mundo.[4]